# Валлоттон, Феликс

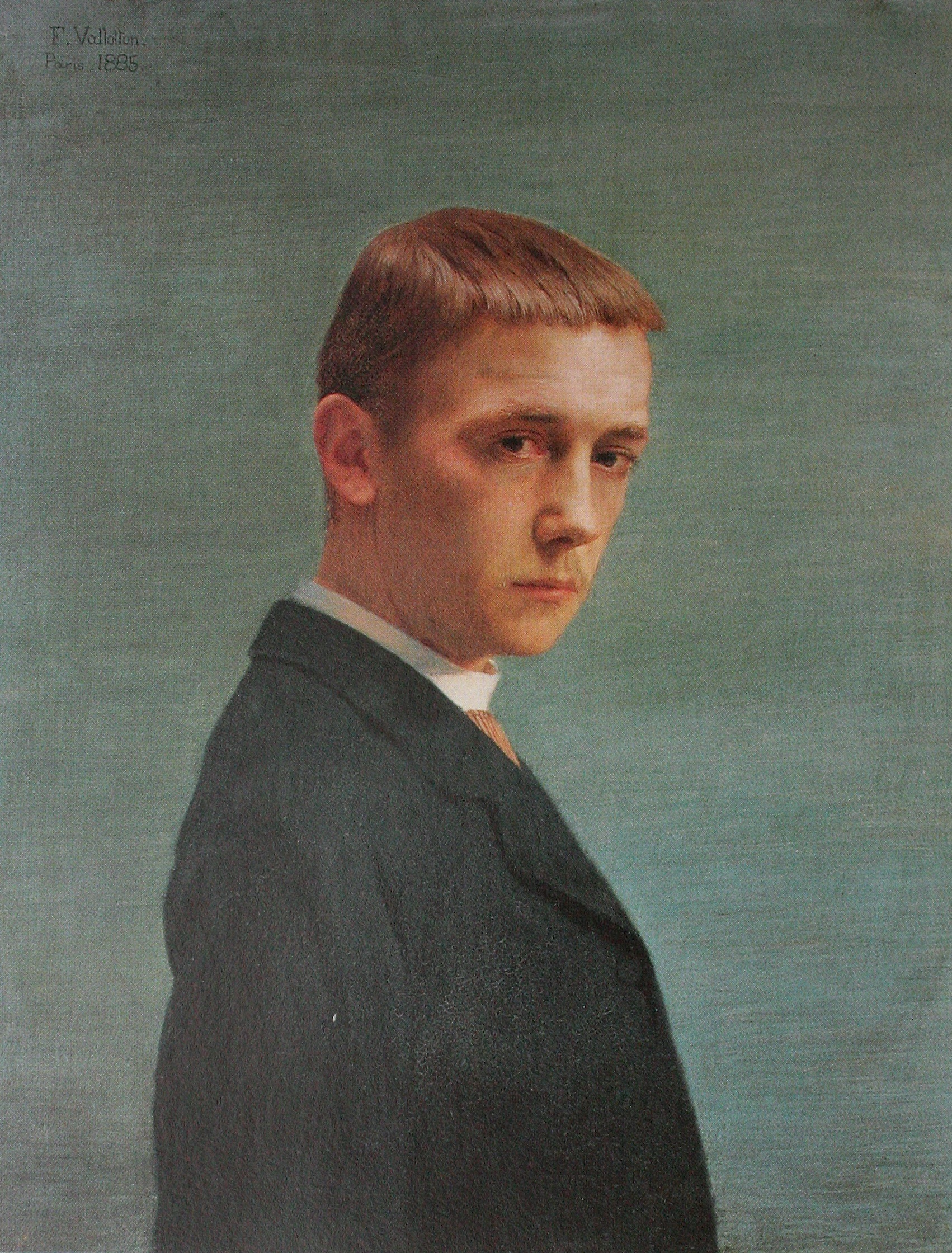
Феликс Валлоттон. Автопортрет, 1885.

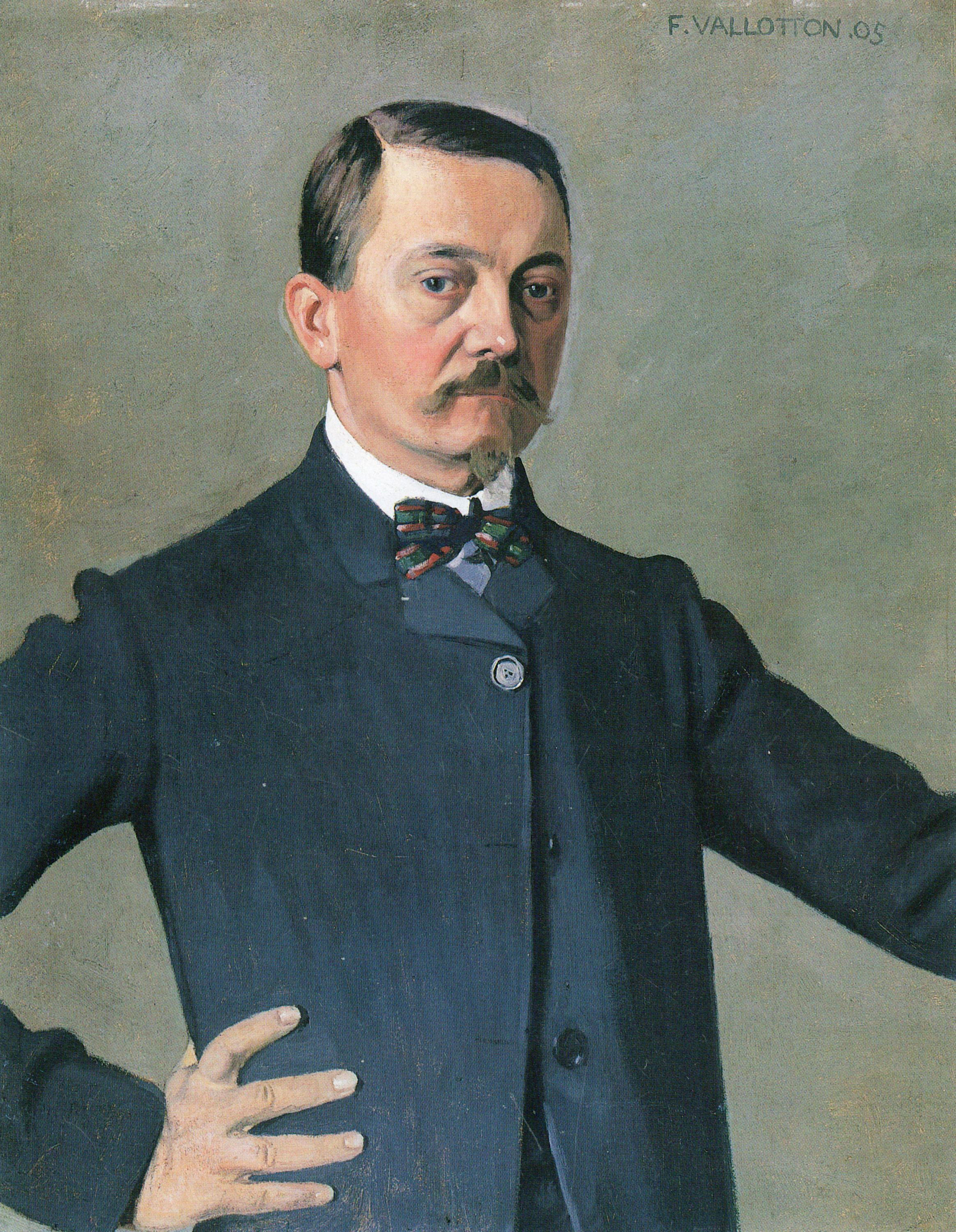
Феликс Валлоттон. Автопортрет, 1905.

Фели́кс Валлотто́н (фр. Félix Vallotton, 28 декабря 1865, Лозанна — 29 декабря 1925, Нейи-сюр-Сен) — швейцарский художник и график. Широкую известность приобрели его гравюры на дереве.

## Биография и творчество
Валлоттон родился в консервативной семье среднего класса в Лозанне. Учился в «Коллеж Кантональ», получив высшее образование в области классических исследований в 1882 году. В том же году переехал в Париж, чтобы изучать искусство у Жюля Жозефа Лефевра и Гюстава Буланже в Академии Жюлиана. ОПроводил много времени в Лувре, восхищаясь работами Гольбейна, Дюрера и Энгра — художников, которые остались образцами для Валлоттона на протяжении всей его жизни. В 1885 году, в возрасте 20 лет, написал портрет месье Урсенбаха, а также свой первый автопортрет, получивший почётное упоминание в 1886 году в Salon des artistes français. Приобрел европейскую известность своими ксилографиями, образцы которых находил в работах Рембрандта и Милле. Зимой 1888—1889 год Валлотон и его кузина отправились в поездку по Австрии и Италии. В 1890 году он вернулся в дом родителей и, освоив технику акварели, создал большое количество пейзажей. С 1899 года всё больше занимался живописью. Был близок к группе «Наби» (Боннар, Морис Дени и др.) и Одилону Редону. В 1896 году издательство в Париже выпустило сборник Валлоттона «Женские этюды», а в 1898 году появился его сборник «Сокровенное», объединивший 10 ксилографий, которые изначально печатались в «Ревю Бланш». В 1900-х годах его выставки с триумфом прошли в Вене, Мюнхене, Цюрихе, Праге, Лондоне, Стокгольме, его работы выставлялись в Российской Империи (Москва, Петербург, Киев, Одесса), Нидерландах (Амстердам).

## Графика Валлоттона
В 1895—1901 годах исполнил для парижских журналов «Плюм» и «Ревю Бланш» серию гравированных портретов писателей и политических деятелей XIX века от Герцена, Бакунина, Л. Толстого до Клоделя, Верхарна и Швоба. Многие из них вошли в качестве иллюстраций в сборник литературных портретов Реми де Гурмона «Книга масок» (1898).

## Ксилография Валлотона

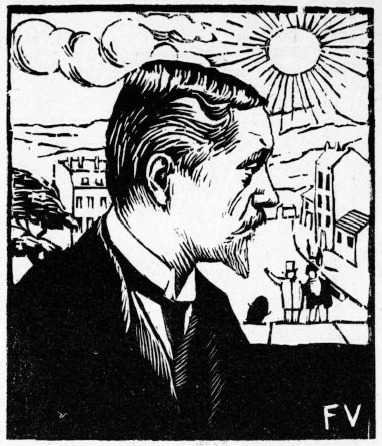
Автопортрет (1895)
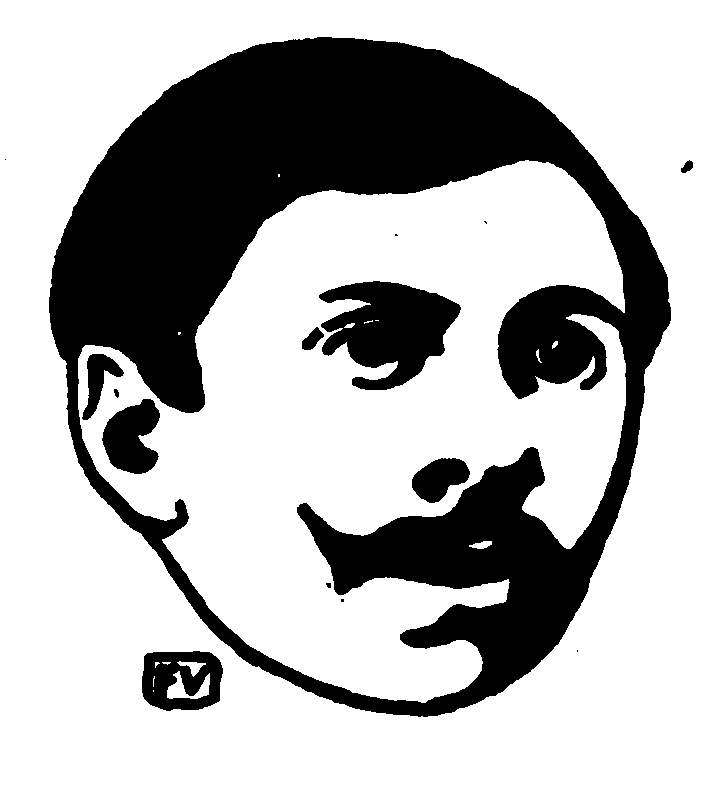
Поль Адан
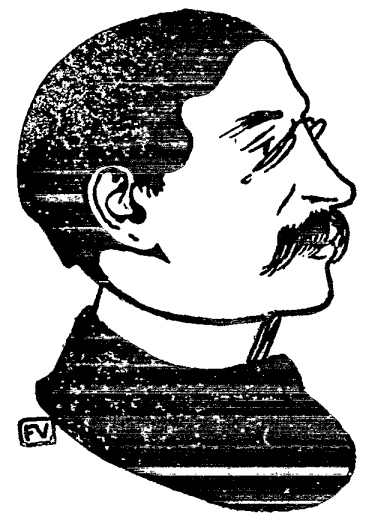
Леон Блюм
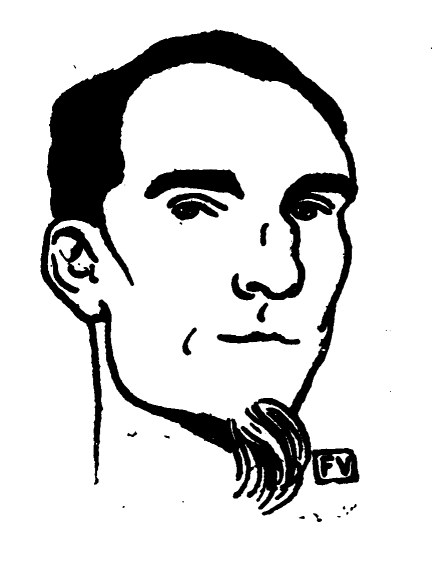
Феликс Фенеон
Михаил Бакунин (1895)
Оноре де Бальзак (1895)
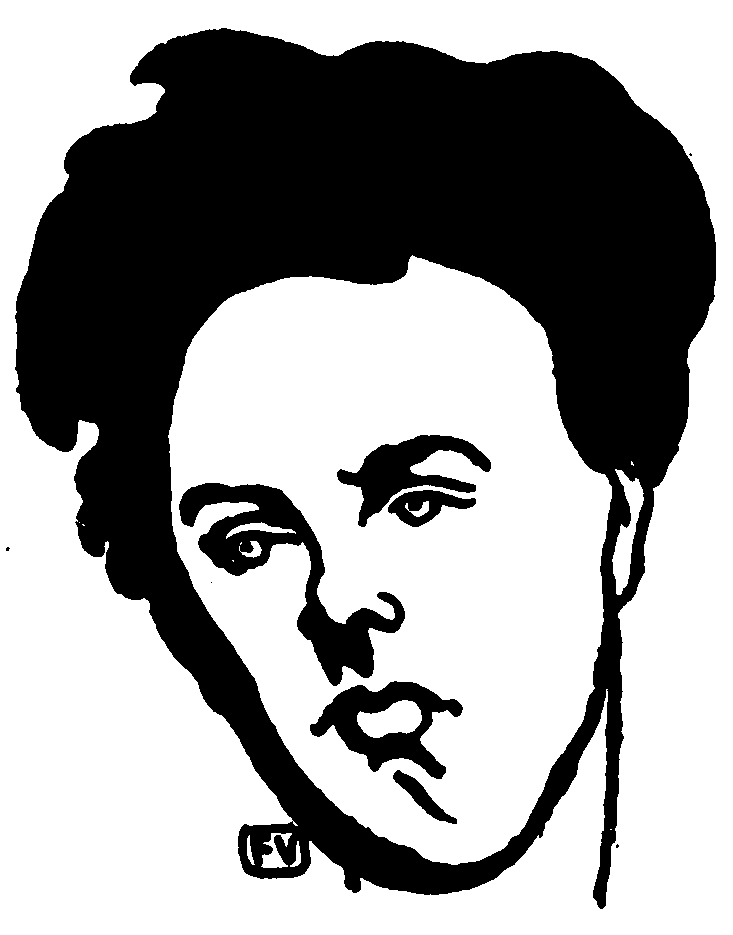
Артюр Рембо (1898)
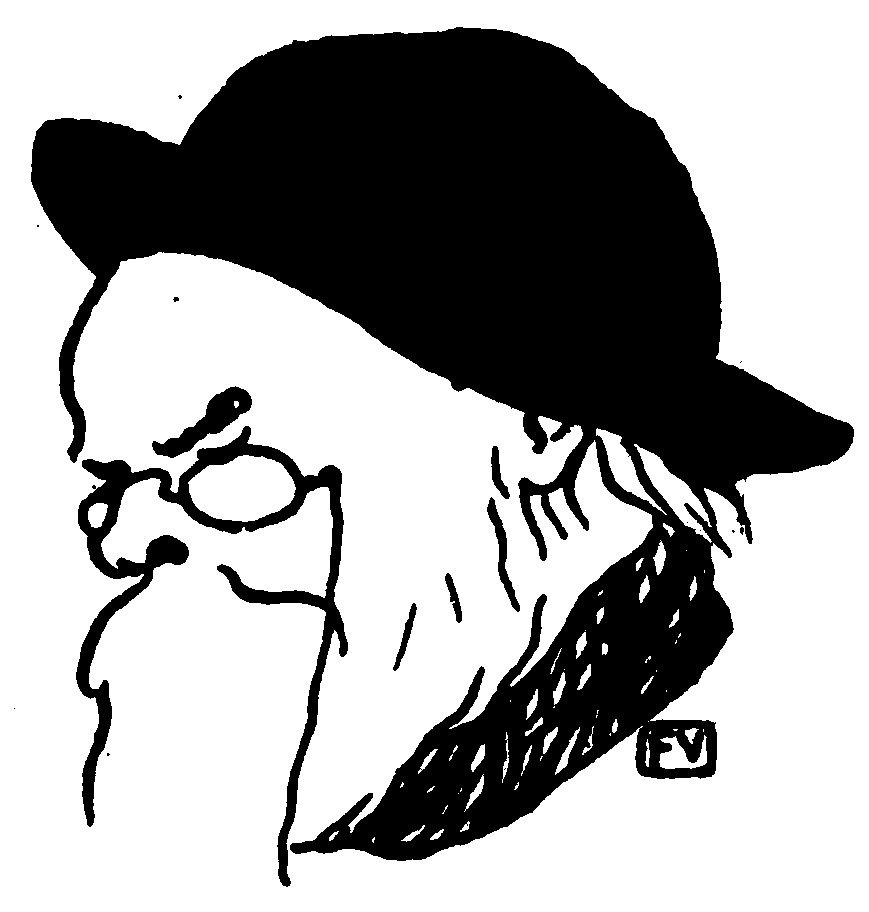
Поль Верлен (1898)

## Живопись Феликса Валлоттона в музеях России
В государственных собраниях России творчество художника в представлено в Эрмитаже, такими картинами, как «Женщина в чёрной шляпе» , «Дама за пианино» , «Портрет Г. Э. Гаазена» , «Портрет госпожи Гаазен» , «Интерьер» , «Пейзаж. Арк-ла-Батай»  и одним рисунком «Этюд таксы в мягком кресле» , а также в ГМИИ им. А. С. Пушкина картиной «Порт» .

## Фильмы
- Документальный фильм Хайнца Бютлера нем. Félix Vallotton — Maler gegen die Zeit; 2005